# Żabieniec (powiat lipnowski)
Żabieniec – wieś w Polsce położona w województwie kujawsko-pomorskim, w powiecie lipnowskim, w gminie Lipno.
W latach 1975–1998 miejscowość należała administracyjnie do województwa włocławskiego.
Wieś Żabieniec jest częścią sołectwa Brzeźno. 

## Historia
Przed II Wojną Światową wieś była znacznie bardziej zaludniona. Obecnie na terenie miejscowości znajduje się kilkanaście budynków mieszkalnych. Dużą część zajmują lasy i pola uprawne. 